# Küstenkanaal

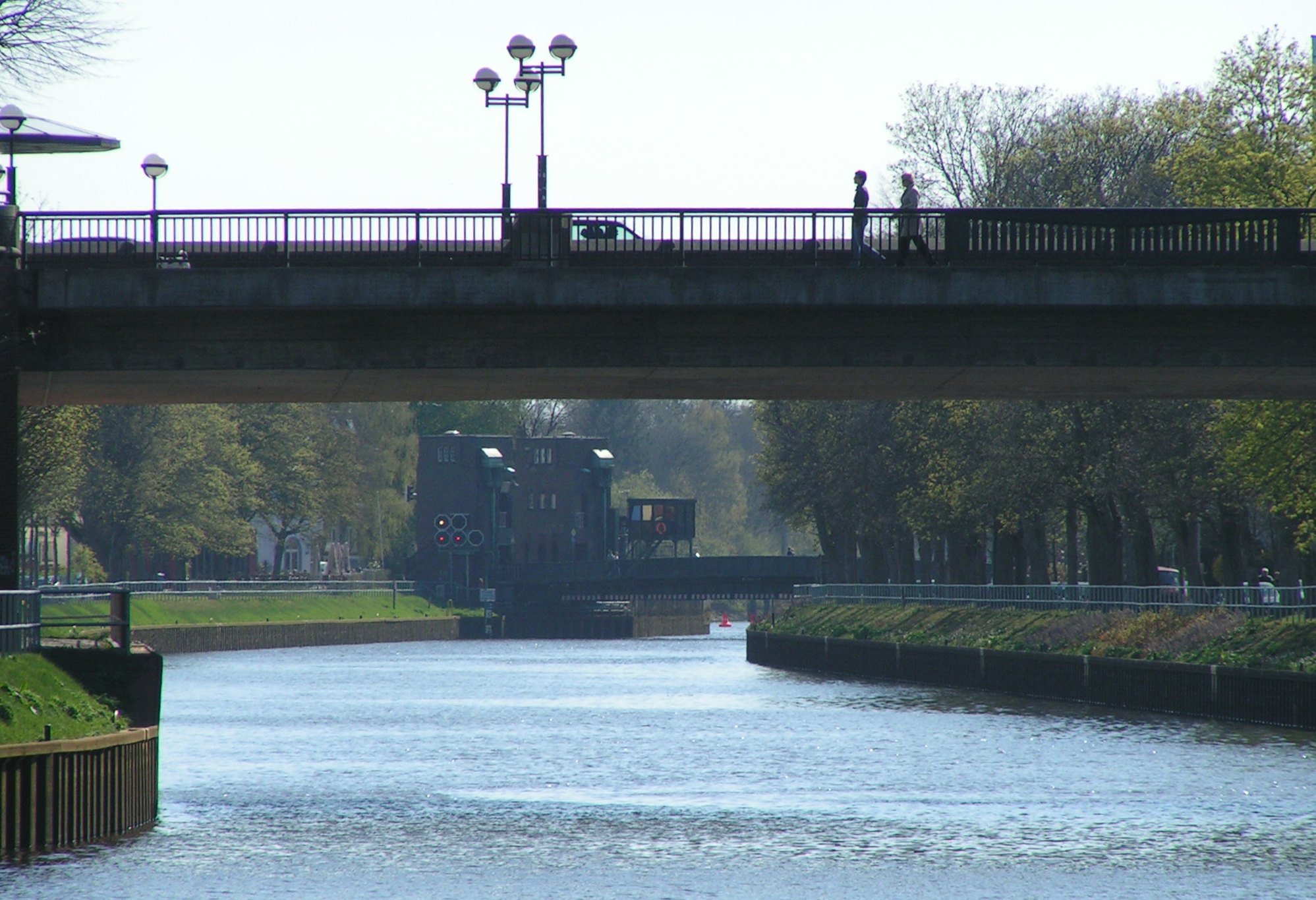
Oostelijke monding van het Küstenkanaal in de Hunte in Oldenburg

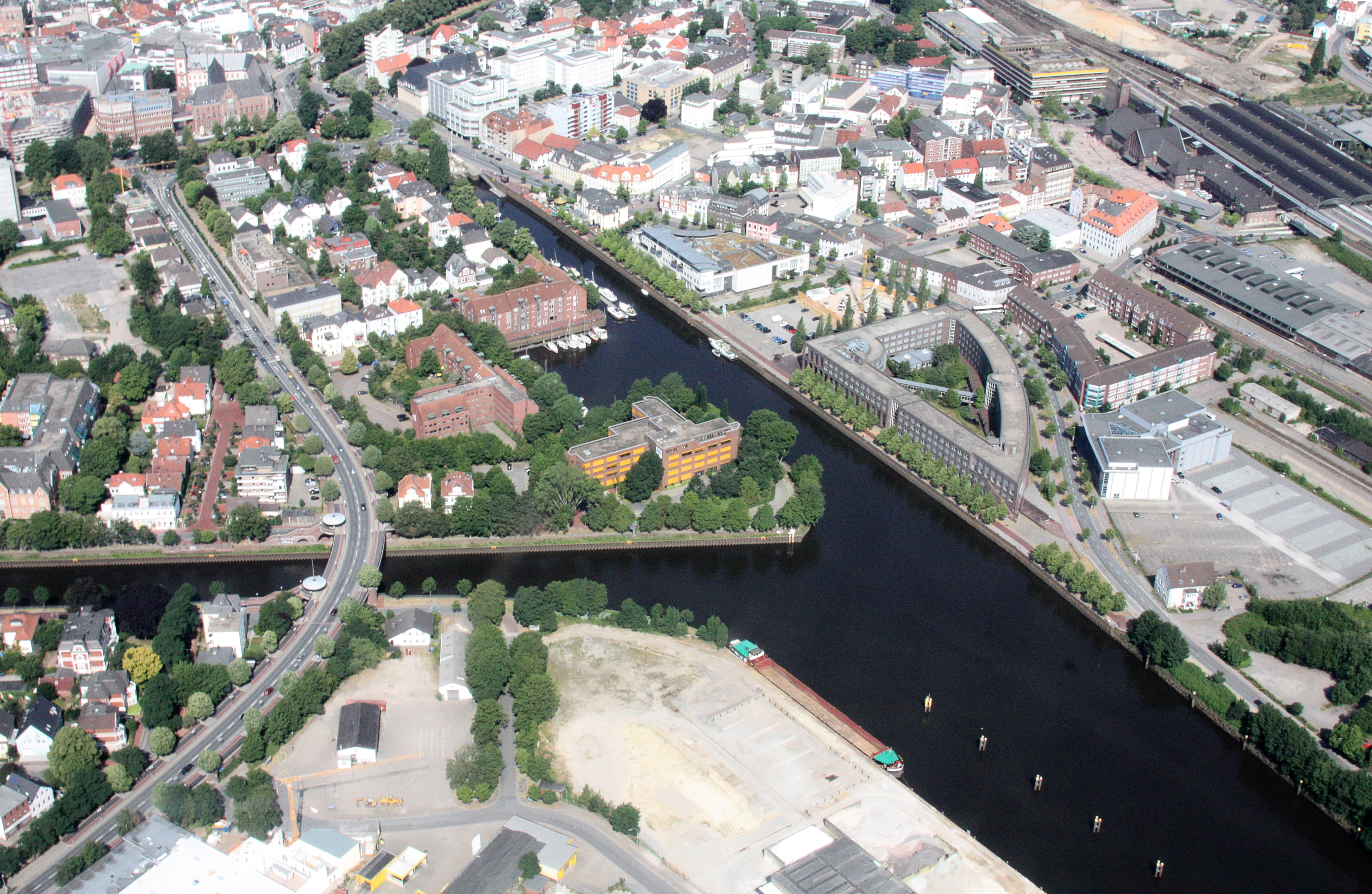
Begin van het Küstenkanaal in Oldenburg

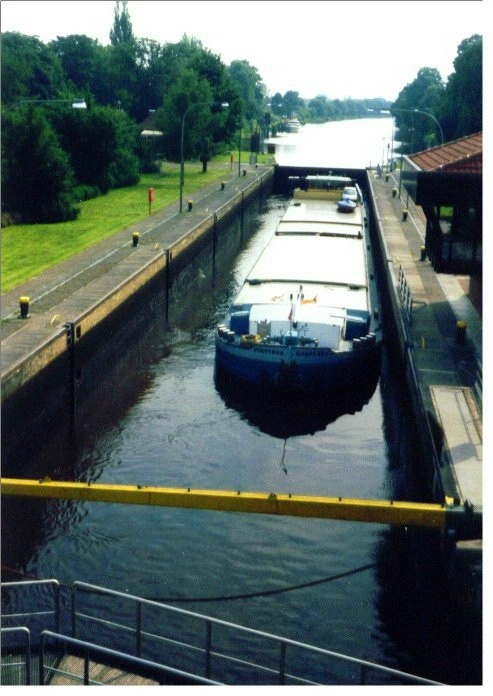
Sluis Oldenburg

Het Küstenkanaal (Duits: Küstenkanal) is een 69,56 kilometer lang Duits kanaal dat de Hunte bij Oldenburg verbindt met de tot Dortmund-Eemskanaal uitgebouwde Eems bij Dörpen. Tot het Küstenkanaal behoort ook het Stichkanal Dörpen, een 890 meter lang deel van het slechts gedeeltelijk voltooide Seitenkanal Gleesen-Papenburg. Dit Stichkanal heeft evenals de rest van het Küstenkanaal de CEMT-klasse IV.

## Verloop
Het Küstenkanaal splitst in Oldenburg in westelijke richting af van de Hunte. Na ongeveer 13 kilometer doorsnijdt het kanaal bij de ´Mosleshöhe´ in het dorp Friedrichsfehn de waterscheiding tussen de stroomgebieden van de Eems en de Wezer. Vanaf hier loopt het Küstenkanaal door het zuiden van Landkreis Ammerland, door Landkreis Cloppenburg (ten noorden van Friesoythe) en Landkreis Emsland. Langs vrijwel het gehele tracé loopt Bundesstraße 401.

## Geschiedenis
Het oostelijke deel van het Küstenkanaal, van Oldenburg tot Friesoythe-Kampe, ontstond vanaf 1922 door de uitbouw van het in 1893 gereedgekomen Hunte-Eemskanaal. Dit was oorspronkelijk een afwateringskanaal voor de Oldenburgse venen. Het noordwestelijke deel van het Hunte-Eemskanaal bestaat nog steeds in de vorm van het Elisabethfehnkanaal. Nadat vanaf 1924 de Vrijstaat Oldenburg het Küstenkanaal van Kampe tot aan de vrijstaatsgrens verlengd werd, begon vanaf 1927 Vrijstaat Pruisen met de aanleg van het kanaal tussen de vrijstaatsgrens en de Eems. Op 28 september 1935 werd het volledige Küstenkanaal in gebruik genomen.
Het verdeelpand van het kanaal wordt in het oosten door de Sluis Oldenburg en in het westen door de Sluis Dörpen afgesloten. Het hoogteverschil bedraagt in Oldenburg tot 5,40 meter, afhankelijk van het peil van de hoger gelegen Hunte. In Dörpen daalt men 1,2 meter in de sluis, vanwege het lagere peil in het Bollingerfähr-pand in de Eems. Andersom kan de Sluis Dörpen het Küstenkanaal afsluiten tegen extreem hoogwater in de Eems.
De Sluis Oldenburg werd in bedrijf gesteld in 1927, de Sluis Dörpen in 1935. Na herstel van schade uit de Tweede Wereldoorlog werd het Oldenburgse kanaaldeel tussen 1948 en 1951 verbeterd door baggerwerkzaamheden, oeverversterkingen en een zuidwaarts verbreed kanaalprofiel.
Tegenwoordig heeft het Küstenkanaal een afwateringsfunctie voor een gebied van 1045 km2. Piekafvoeren uit de rivieren Sagter Ems, Soeste en Vehne worden snel afgevoerd via het Küstenkanaal naar de Eems. Voor het zekerstellen van de waterstand voor de scheepvaart en het beperken van peilschommelingen wordt de in- en uitstroom middels een schema geregeld.
Het goederenvervoer bestond aanvankelijk vooral uit turf, veevoer, bouwmateriaal en bulkgoed. Vanaf het begin van de 21e eeuw maakten steeds meer containerschepen gebruik van het Küstenkanaal. Het vervoerde tonnage lag tussen 2002 en 2009 bij de Sluis Dörpen tussen de 3,3 en 4 miljoen ton, getransporteerd door ruim 6000 beroepsschepen.

## Toekomst
Vanuit de scheepvaartsector wordt kritiek geleverd op het uitblijven van plannen bij het Verkeersministerie (Bundesministerium für Verkehr und digitale Infrastruktur) om het Küstenkanaal bevaarbaar te maken voor schepen in CEMT-klasse V.

## Data
- Waterdiepte 3,5 meter
- 14 duikers
- Doorvaarthoogte onder bruggen 4,5 meter
- 31 bruggen over het kanaal
- Sluizen: 105 meter lang, 12 meter breed

- Virtual International Authority File: 244071154